# 2056
L'any 2056 (MMLVI) serà un any comú que començarà en dissabte segons el calendari gregorià, l'any 2056 de l'era comuna (CE) i Anno Domini (AD), el 56è any del tercer mil·lenni, el 56è any del segle xxi, i el setè any de la dècada del 2050.

## Esdeveniments
Països Catalans
Resta del món
- 16 de gener: es produeix un Eclipsi anular solar a l'oceà Pacífic, també visible a Mèxic i alguns punts fronterers amb els EUA.[1]
- El 2056 Televisió Espanyola complirà 100 anys d'emissió
- El 2056 el Festival de la cançó d'Eurovisió complirà 100 anys.

## Prediccions
- El planeta Terra està habitat per més de 9 mil milions de persones, la majoria viuen en centres urbans, els avenços tecnològics dominen qualsevol tasca quotidiana fent les nostres vides molt més fàcils. L'esperança de vida ha arribat als 140 anys. Els hospitals són moderns edificis amb els més sofisticades tecnologies. Les espècies s'han anat barrejant i interaccionen unes amb les altres. Els hospitals tenen cura de la salut de tots ells, a les seves sales es barregen humans amb diferents espècies animals i vegetals, amb iguals drets, sempre que se'ls hagi instal·lat el codi de barres sanitari.[2]
- Característiques[3]
  - És descobreix vida en altres planetes, sense que necessàriament sigui intel·ligent.
  - Colònies a Mart.
  - La mitjana de vida ja se situa per sobre dels cent anys.